# Östergötlands runinskrifter 238
Runinskift Ög 238 är ristningen på en runsten i Bankeberg, Vikingstads socken och Linköpings kommun i Östergötland. 

## Stenen
Stenen påträffades 1910 norr om vägen och restes 1914 på sin nuvarande plats.
Vad det egentligen står på den här runstenen är inte helt utrett. På skylten bredvid står att: "Inskriften är mycket svårtolkad. Antingen har den ristats av någon som haft svårt att stava eller också är den avfattad med något slag av lönnskrift. Tolkningsförslag har framlagds, men ännu inget övertygande." Ett sådant förslag lyder enligt inskriften nedan.

## Inskriften
Runsvenska: þulkR * uasuek * sin × þaosi × if(t)iR × (a)iRku k

Nusvenska: "Tolir reste denna sten efter Gervi"